# カタトニア (ウェールズのバンド)
カタトニア (Catatonia) は1992年に結成、1990年代後半まで人気を博したウェールズのオルタナティヴ・ロック・バンドである。
マーク・ロバーツとケリス・マシューズが出会って結成。他のメンバーは、ドラムスのダフィッド・エヴァン、キーボードのクランシー・ペッグ、ギターのオーエン・パウエル、ベースのポール・ジョーンズ。2枚のEP盤「フォー・ティンカーベル」(For Tinkerbell) 「Hooked」をレコーディングした。
その後、ペッグが解雇されアレッド・リチャーズが加入。直後に、最初のスタジオ・アルバム『ウェイ・ビヨンド・ブルー』(Way Beyond Blue) をリリース。
シングル「ア・ロット・トゥ・アンサー」(You've Got a Lot to Answer For) はラジオのエアプレイを受けて、1996年9月に全英シングルチャートのトップ40に入るヒットとなった。彼らの大きな成功は、1998年のアルバム『インターナショナル・ヴェルヴェット』(International Velvet) と、シングル「モルダー＆スカリー」(Mulder and Scully) を2週にわたってリリース。アルバムは全英アルバムチャートでナンバー1ヒットに至り、90万枚を売り上げて英国レコード産業協会でトリプル・プラチナを認定された。シングルはシングルチャートで最高3位を記録した。
続いて発表された「ロード・レイジ」(Road Rage) は5月に5位を記録し、ブリット・アワードやアイヴァー・ノヴェロ賞にノミネートされ、Qアワードを獲得した。10月1日にはミレニアム・スタジアムで行われたラグビーワールドカップ1999の開会式で演奏を行った。マシューズはイングランドのバンド・スペースと共演してシングル「トム・ジョーンズのバラード」(The Ballad of Tom Jones) を1998年3月に発表し、1999年12月にはカバー曲「ベイビー、イッツ・コールド・アウトサイド」(Baby, It's Cold Outside) をトム・ジョーンズとデュエットした。バンドにとっての最後のトップ10シングルは、1999年4月の「デッド・フロム・ザ・ウェイスト・ダウン」(Dead from the Waist Down) で、アルバム『カースト・アンド・ブレスト』(Equally Cursed and Blessed) に収録されている。解散の噂が流れる中バンドは2年間休止し、2001年にアルバム『ペイパー・シザーズ・ストーン』(Paper Scissors Stone) を発表後に解散した。

## 略歴
カタトニアは、1992年にカーディフで路上パフォーマンスをしているケリス・マシューズとマーク・ロバーツが出会ったところから始まるという物語は、バンドをメディアに宣伝するためのものである。マシューズは、もともとロバーツが前に所属していたア・カリフというバンドのファンだった。1991年末には2人は付き合いだし、同時に一緒に曲を書くようになった。2人の関係は4年間続き、その多くの面が歌詞に表現されている。そして、精神病院に勤務しているマシューズの経験やオルダス・ハクスリーのエッセイ『知覚の扉』を元に「スウィート・カタトニア」(Sweet Catonia) という歌を書き、後にバンドの名前を歌からつけた。「スウィート・カタトニア」はマシューズとロバーツでデモが録音されている。
ロバーツとマシューズはこの頃、オーエン・パウエルに出会う。パウエルは、カラー45 というバンドのメンバーだった。カラー45とスウィート・カタトニアはともにカーディフ湾音楽祭に参加し、前者は10番目に、後者は45番目に登場している。ロバーツとマシューズは、イー・タント というバンドのドラマーのスティーヴン・ジェンキンスを雇い、ウェールズ語と英語の曲をレコーディングした。マシューズとロバーツは収入を得るために路上パフォーマンスを行う傍ら、バンドはライブをし始めた。
そしてウェールズのバンド、プー・スティックスのリードシンガーのガールフレンドに見いだし、グループを引き立てるために素晴らしい女性ボーカルだと推薦された。しかし、スウィート・カタトニアのパフォーマンスを見ていたバンドメンバーはそれには同意しなかったため、マシューズはカタトニアに残留した。ギト・プライスがカタトニアに加わり、レコーディングが行われた。
このセッションには、クライ・レコードのライズ・マインの目を引いた「Gyda Gwen」のトラックが含まれている。

### クライ EP 「ホエール」「ブリード」（1993年 - 1995年）
バンドはクライ・レコードと契約。ジェンキンスとプライスは他のプロジェクトのためにバンドを去った。マインは、かつてロバーツが所属していたア・カリフと共演したことがある人物であるダヴィズ・エヴァンにドラムスとしてマシューズ達に協力するように手配した。カタトニアと名前を短くしたバンドの新メンバーの1人は、ア・カリフの元メンバーであるベーシストのポール・ジョーンズである。もう1人の新メンバーは、キーボードのクランシー・ペッグで、ロバーツとマシューズの友人である。マインは、カタトニアがウェールズ語のテレビに出演できるよう、カーディフのライブから遠ざけるように努めた。そして、ドイツにてパンク・ロック・バンドである Anrehfn のサポート・バンドとして、初めての海外ギグを行った。カタトニアは政党プライド・が1993年8月にビルス・ウェルスで開催したウェールズ語コンサートにヘッドライナーとして出演したが、バンドはウェールズ語と英語で演奏を行っている。
バンドはクライと契約していたが、これらはすべてバンドが自身でプロモーターとしての役割を果たした。マインが準備をしたのは、カタトニアが契約2ヶ月後にEPをレコーディングすることを提案したときだけである。「フォー・ティンカーベル」(For Tinkerbell) と名付けられたEPのカバー写真は、ロバーツとマシューズのハウスメイトであるローランド・ダフィスによって撮影された。マインはラジオプレゼンターのマーク・ラドクリフにレコードを送ってBBCラジオ1でのエアプレイに成功した。ジャーナリストのイエスティン・ジョージがこれを聞き、雑誌NMEに今週のレコードというコラムで特集した。「フォー・ティンカーベル」には複数の曲が収録されていて、その中に「スウィート・カタトニア」も含まれる。マシューズはEPに録音するため歌を歌うのが好きである傍ら、ライヴで生演奏するのが苦手だと感じたと後に説明している。彼らはナースリー・レコードと契約してシングル「ブリード」(Bleed) を発表した。カタトニアの最初の全国誌でのインタビューが、「フォー・ティンカーベル」発表後に『メロディ・メイカー』により行われている。
彼らは、プー・スティックスのリード・シンガーであるヒュー・ウィリアムスの助言に従い、EPの宣伝のために初めてロンドン・ギグを開催した。カーディフとバーミンガムでギグを行った後、1993年11月13日にストーク・ニューイントンのパブで初のロンドン公演が行われた。さらに、ウェールズのラジオとテレビに出演した。ジョージがインタビューのために来たとき、マシューズはバンドのマネージャーになることを誘ったが、ジョージは経験がないことを理由に丁重に断った。バンドは、ラジオ・ウェールズで出会ったプロデューサーのケン・ネルソンとともに、1994年2月19日と20日にグウィネズで EP「Hooked」を録音した。バンドはカーディフからの移動中に昼間から飲んでいて、ステージに出る直前にはコカインを服用していた。結果として、ロバーツが後に後悔するようなパフォーマンスを披露してしまった。ツアーでは収入を得ることができず、翌日にキングストン大学のギグで50ポンドを得たのみだったため、マシューズは後にカーディフへ帰る途中のセバーン橋の通行料を払うことができずファンから金を借りたことを語っている。
バンドは帰国後、ジョージの紹介でMRMマネジメントのリチャード・ローをマネージャーとして契約した。5月には「Hooked」の宣伝のためウェールズのテレビに出演したが、ニューポートでのライヴでは酔った状態で演奏してしまった。MRMはバンドを5月の2週目に短期間のフランス・ツアーに行かせて、その後サラドというバンドの全英ツアーのサポート・アクトを務めた。7月2日にウェールズの音楽祭に出演した際には、マシューズが警備員に止められてしまい、バンドのファンである俳優のリス・エヴァンスの仲介がなければ出演できなかったかもしれないトラブルに見舞われる出来事があった。
バンドとクライの契約が終了し、マインはバンドから去った。その数週間後に、MRMはペッグをバンドから外そうと考え、それをマシューズ経由で通達した。ペッグは狼狽してメディアに語るのを拒否した。バンドは、ラフ・トレード・レコードから新シングル「ホエール」(Whale) を1994年9月に発表した。「ホエール」は「フォー・ティンカーベル」と同様、NMEの今週のレコードに特集された。バンドは2つの話題でメディアに登場していた。1つはロンドンへの移動中の電車で乗務員とパンク・ロックについて口論してスウィンドンで追い出されたことで、もう1つはカムデン区のクラブでウェールズ語で警備員を罵り追い出されたことである。次のシングル「ブリード」は11月に収録され、1995年2月にナースリー・レコードから発表された。元ラフ・トレード・レコードで、ワーナー・ブラザース・レコードの子会社であるブランコ・イ・ネグロ・レコードのジェフ・トラヴィスは、バンドに35万ポンドで契約を持ち掛け、バンドは順当にサインした。

### 『ウェイ・ビヨンド・ブルー』（1995年 - 1996年）
バンドは、プロデューサーのポール・サンプソンとともに新アルバムの制作に取り掛かった。エヴァンはアレッド・リチャーズを、自身がスーパー・ファーリー・アニマルズに加入するために脱退後の後任のカタトニアのドラマーとしてサンプソンに紹介していた。レコード会社はバンドを売り出すため、有名カメラマンのゲレッド・マンコヴィッツにマシューズの写真を撮らせた。レコード会社はその写真を使用することを望んだが、マシューズもバンドもその写真を嫌った。ペプシTシャツを着てワインを飲んでいるマシューズの白黒写真は、通信社のスタッフに撮られたもので、ワーナーはその写真の使用を許可した。バンドはコーンウォールのスタジオで録音したが、マシューズとロバーツの間で意見の相違が発生した。その後、サンプソンは「スウィート・カタトニア」のアレンジの方針で口論の結果、プロデューサーを解雇された。
バンドが地道にライヴ演奏を始めたときに、音楽評論家たちは驚きで応答した。一方、シングル「スウィート・カタトニア」の発表は、新しいプロデューサーが見つかる1996年1月まで待たなければならなかった。スティーヴン・ストリートが初めてバンドに会ったのは、ロンドンのメイスン・ルージュ・スタジオで収録をするときだった。マシューズが後に彼はバンドメンバーの考えを考慮していたと語ったとおり、バンドメンバーはサンプソンより彼と働くほうがはるかにやりやすいことがわかった。彼らはアルバムを録音後にライヴへ戻り、エヴァンがスーパー・ファーリー・アニマルズに加入するためにバンドから去り、リチャーズと入れ替えられた。彼らは2人目のギタリストとして、Y-クライフの元メンバーであるパウエルを探した。パウエルはスーパー・ファーリー・アニマルズの音楽技師としてこの時まで働いていた。
アルバム発表後、カタトニア・ファンクラブ用に「ブリード」を発表した。それは「Blow the Millenium, Blow」や「Beautiful Sailor」も収録されているビニール盤で、全会員に送られた。1996年1月18日に、シングル「スウィート・カタトニア」が発売された。それは初めて全英シングルチャートにチャートインし、最高位61位を記録した。MRMはヨーロッパ全体にバンドを売り込むため、コンピレーション・アルバム『The Sublime Magic of Catatonia』を発売した。バンドはリバプールのバンド・スペースのサポート・アクトとしてイギリスをツアーし、4月22日にシングル「ロスト・キャット」(Lost Cat) を発表した。このシングルはトップ40にぎりぎり入れない、最高位41位を記録した。ツアーの一部として、バンドはフェニックス音楽祭やマッドストックなどいくつかの音楽祭に出演した。
カタトニアはシングル「ア・ロット・トゥ・アンサー」(You've Got a Lot to Answer For) でラジオでの露出が増え、このシングルは1996年9月にバンド初のトップ40を記録した。しばらく遅れて、アルバム『ウェイ・ビヨンド・ブルー』(Way Beyond Blue) が、9月30日に発表された。そのアルバムには12トラックがあり、そのうち何曲かはEPやシングルB面ですでに収録されていた曲だった。アルバムの成功の裏では、問題も発生していた。それは、他の誰かと会っていたロバーツとマシューズの関係で、その関係は壊れてしまった。2人は関係が壊れていてもバンドを保ち、ともに働き続けた。ワーナー・ブラザース・レコードは『ウェイ・ビヨンド・ブルー』から「ロスト・キャット」をアメリカ合衆国でシングルカットするつもりだったが、レーベルの問題からできなかった。

### 『インターナショナル・ヴェルヴェット』（1997年 - 1998年）
カタトニアは、同じウェールズのバンドのマニック・ストリート・プリーチャーズのサポート・アクトとしてツアーを行い、レーベルは日本でコンピレーション「ツーリスト」(Tourist Ep) を発売した。そして、1997年1月にカーディフで新アルバムの制作を始めた。ほとんどのテーマが、ロバーツとマシューズの失恋物語に基づいたものだった。6月にモンマスシャーのスタジオでレコーディングを行った。また、初めてのアメリカ合衆国での公演を、ブー・ラドリーズのサポート・アクトとしてニューヨークで行った。さらにオースティンとロサンゼルスで3月に行った。翌月、イギリスで10日間のツアーを行い、「モルダー＆スカリー」(Mulder and Scully) などの楽曲が初めて披露された。
アルバム制作に取り掛かっている間、カタトニアはレーベルから契約解除されることを恐れ、その思いを楽曲「That's All Folks」で要約している。アルバム『ウェイ・ビヨンド・ブルー』よりよくするため、トミーDにプロデュースを依頼した。アルバムからの最初のシングルは「モルダー＆スカリー」の予定だったが、レーベルは「アイ・アム・ザ・モブ」(I Am The Mob)  を主張した。前作と同様に遅れて、カタトニアはリリースを待つ1997年の夏、グラストンベリー・フェスティバルに出演予定だったが到着と同時に出演をキャンセルされた。マシューズが酔ったふるまいのために新聞のゴシップ欄にバンドのことを記載され続けた。その一例が、1997年のウェールズ国民議会設置に関する国民投票の結果、議会設置となった結果をインタビューされた件で、「我々が知りたいのは、誰がシアン・ロイド（ウェールズの女性テレビタレント）とセックスするのでしょう?」と答えた。ロイドは法的処置を開始したが、マシューズからの謝罪を結果的に受け入れた。
ワーナーがアルバムから長さ6分の楽曲「That's All Folks」の除去を命じるなど、新アルバムの制作はさらに遅れた。「アイ・アム・ザ・モブ」のビデオは、ケヴィン・アレン監督の元で撮影された。シングルは10月6日に発売され、最高で40位を記録した。そして、サポート・アクトではなく彼ら自身のツアーを実行しようとしたが、レーベルに止められてしまった。ワーナーは「That's All Folks」を「My Selfish Gene」へ入れ替えることを前提に、1998年1月にシングル「モルダー＆スカリー」を、その2週後にアルバム『インターナショナル・ヴェルヴェット』(International Velvet) を発売することに同意した。
「モルダー＆スカリー」が1998年1月19日に発売されると、カタトニアはメインストリームに押し上げられた。チャート上では3位を記録し、もちろんカタトニアのシングルでは最も高い順位となった。『インターナショナル・ヴェルヴェット』はバンドがブレークしたアルバムとなり、全英アルバムチャートで1位を記録した。このアルバムは22カ月で90万部売り上げ、英国レコード産業協会でトリプル・プラチナを認定された。『インターナショナル・ヴェルヴェット』はマーキュリー賞にノミネートされたが、ゴメスが受賞した。
アルバムからカットされた5枚のシングルのうち、「ロード・レイジ」(Road Rage) が最も高く評価された。このシングルはアイヴァー・ノヴェロ賞とブリット・アワードにノミネートされ、Qアワードを獲得した。このシングルは評価とは反して「モルダー＆スカリー」ほど高い順位にチャートインせず、全英シングルチャートでは5位止まりだった。以降のシングル「ストレンジ・グルー」(Strange Glue) と「ゲーム・オン」(Game On) はトップ10入りを果たせず、前者の最高位が11位、後者は33位だった。
アルバム『インターナショナル・ヴェルヴェット』のタイトルトラックの「毎日起きたら私がウェールズ人であることを神に感謝する」というフレーズやウェールズ語のバースが、メディアから注目を受けた。マシューズは、ネガティブなウェールズ人のイメージを逆にしたいとインタビューで語っている。「私たちは、あまり優れているものが見えません。サッカーチームはくそです。この歌は、それらにもかかわらず、朝起きたらウェールズ人であることを神に感謝すると言っています。うまくいけば今頃はウェールズの人々は才能が溢れて素晴らしい頭脳をもっているはずです。」7万人の観衆を前に、カタトニアはカーディフのミレニアム・スタジアムで行われたラグビーワールドカップ1999の開会式で、「International Velvet」を演奏した。このアルバムはアメリカ合衆国ではデビューアルバムとして発売されたが、チャートインすることはできず、このことをワシントン・ポストは「見落とされた」と書いている。

### 『カースト・アンド・ブレスト』（1999年 - 2000年）
『インターナショナル・ヴェルヴェット』のツアーの後、バンドは3枚目のスタジオ・アルバムを収録するためにモンマスシャーのスタジオに戻った。トミーDの薦めにより、アメリカツアーの間にツアーバスの中でハードディスク・レコーダーにサンプルを録音していたため、それをモンマスシャーへ持ち帰っていた。『インターナショナル・ヴェルヴェット』が成功したため、バンドは新アルバム制作に向けてのレーベルからの圧力が減ったように感じていた。
1999年1月に、バンドは新アルバム『カースト・アンド・ブレスト』(Equally Cursed and Blessed) を発売することを発表した。アルバム名は『インターナショナル・ヴェルヴェット』の収録曲「Storm the Palace」の詞からとられている。アルバムに先立って3月22日にシングル「デッド・フロム・ザ・ウェイスト・ダウン」(Dead from the Waist Down) が発売され、4月12日に『カースト・アンド・ブレスト』が発売された。このアルバムは全英アルバムチャートで1位に達した。1999年4月には全英アルバムチャートのトップ40内に『ウェイ・ビヨンド・ブルー』『インターナショナル・ヴェルヴェット』『カースト・アンド・ブレスト』の3枚が同時にランクインするほど、カタトニアは人気があった。しかし、『カースト・アンド・ブレスト』からのシングルは、前作のアルバムほどの成功を繰り返すことはできなかった。「デッド・フロム・ザ・ウェイスト・ダウン」が結局カタトニアにとって全英シングルチャートでトップ10に達する最後のシングルとなった。「ロンディニウム」(Londinium) は20位、「カラオケ・クイーン」(Karaoke Queen) は36位を記録した。
4月にデンビーシャーで6,000人の観衆の前で屋外コンサートを連日行った。これは彼らにとって最大のコンサートだった。R.E.M.が6月にヨーロッパで行われたツアーで、カタトニアは2日サポートで登場した。ベルリンでR.E.M.が演奏中にマシューズがステージ上でベーシストのマイク・ミルズにキスする事件が発生した。それはマシューズが飲んだワインが原因だった。バンドはアルバムからの2枚目のシングルには「カラオケ・クイーン」を出そうとしていたが、レーベルは「ロンディニウム」を出すことを強制した。マシューズは、アルバム制作のコストよりもシングルのビデオ制作のコストが高いことに、怒りを感じていた。翌月、バンド初期からのローディーであるバリー・カウリーが北ウェールズで交通事故死した。カウリーはサイクリング中にフィアット・プントのドライバーに殺された。ロバーツは、そのローディーがマシューズの足を地に保つ役割だったと葬儀で説明した。
バンドは『カースト・アンド・ブレスト』で再度アメリカ進出を狙った。アメリカでのアルバムには『インターナショナル・ヴェルヴェット』の収録曲「ロード・レイジ」と「モルダー＆スカリー」が加えられた。彼らはテレビ番組『ザ・トゥナイト・ショー・ウィズ・ジェイ・レノ』に出演してインタビューを受ける予定だったが、ドラマーのリチャーズが虫垂炎でイギリスの病院に連れていかれ、出演はキャンセルとなり、バンドの残りのメンバーはイギリスへ帰国した。1日半後、イギリスでリチャーズはバンドに戻った。バンドのスポークスマンから年内にアメリカへ戻る予定だと発表されたが、メディアからバンドが解散の噂が流れた。公演は日本、オーストラリア、ニュージーランドで行われた。

### 『ペイパー・シザーズ・ストーン』と解散（2001年 - 現在）
バンドは、1999年10月に行われたチャリティ・コンサート以降、2001年まで活動を休止した。4月28日にマンチェスター・アリーナで行われたチャリティ・ギグで、彼らはステージに戻った。マシューズは演奏前に語った。「私たちが考えていたことは本当に重要でしたし、それはちょうど戻ってくるのにちょうどよい時間でした。私たちがライヴをして以来の長い長い時間です。それは本当に素晴らしくなければなりません。それら（新曲）がライヴのような音になるかを楽しみにしています。昔のライヴ・サイクルに乗るのがよいでしょう。」そして、新しく作られる予定のアルバムから何曲かを演奏した。5月には新アルバムのタイトルが『ペイパー・シザーズ・ストーン』(Paper Scissors Stone) であると発表し、マシューズは「前のアルバムよりも少しアバンギャルド！でもっと力強いと思っています。そして少しバカです。『カースト・アンド・ブレスト』が店に並ばなくなったとき、集中して考えていました。これはもう少し情熱的だと思っています。」とNMEに語っている。
カタトニアは7月7日にグラスゴーで行われたNMEステージにヘッドライナーとして出演した。新アルバムからのリードシングルは「ストーン・バイ・ストーン」(Stone by Stone) はメディアからの評価が低く、NMEは10点満点中1点で「ルンペンの耳障りな声」「ショーン・リッチー（イギリスの俳優）より早く人々の記憶から消える」「気まずいくらい古くさい」と貶している。
メディアは、マシューズがアルコールとタバコに加えて鬱でも苦しんでいるためにドラッグのリハビリ施設に入ると2001年中頃に報じた。その結果、『ペイパー・シザーズ・ストーン』のツアーは8月の初めに中止された。それは、マシューズの不安と消耗に対する処置が終わらなかったからだった。バンドが8月に解散するかもしれないことが噂されたが、カタトニアからは「ゴミ」として却下された。しかし9月21日に「彼らの決断は友好的になされたものであり、将来の予定は現在のところ詳細は存在しない」と述べた文で、レコードレーベルからカタトニアの解散が発表された。
彼らのことを「国際的なスーパースター」だと言っているBBCラジオ1のアナウンサーであるヒュー・スティーヴンスが「彼らが最高のウェールズのバンドだと常に思っていました。彼らはただの流行り廃りのポップ・バンドではなく、本当に意味がある歌をもっていました。」と付け加えるなど、様々な人々からバンドは賛辞をもらった。雑誌マクシムで評論家イエスティン・ジョージは「1998年から1999年ころ、ケリスは1日おきに毎日新聞紙上に載っていた」とカタトニアの影響を称賛し、『インターナショナル・ヴェルヴェット』の前がピークだと考えていたので彼女の人気がこのようになることは想像できなかったことを付け加えた。
マシューズは2003年5月にデビュー・ソロアルバム『Cockahoop』を発表した。2006年8月には、セカンドアルバム『ネヴァー・セッド・グッバイ』(Never Said Goodbye) を発表した。2007年11月にはウェールズ語の歌のミニアルバム『Awyren=Aeroplane』を発表した。マシューズは、2009年後半にウェールズ語と英語で同時にアルバムを発表した（『Paid Edrych I Lawr』と『Don't Look Down』）。
ロバーツは、ア・カリフとカタトニアで同僚だったポール・ジョーンズとともに、シャーベット・アントラーズというバンドを結成、続いてア・ファルクというプロジェクトで活動した。そして、ロバーツは2012年には女性シンガーのディオンヌ・ベネットとスーパー・ファーリー・アニマルズのダフィッド・エヴァンらと、ジ・アースというバンドを結成している。
パウエルはソングライターとなり、ダフィーへも曲を提供している。2007年からはBBCラジオ・キムルーにウェールズ語のショーのプレゼンターで出演している。ステレオフォニックスのドラマーのスチュアート・ケーブルが死後、その代役として、ウェールズのサッカー選手フレッド・キーナーの銅像建設のためのチャリティ・シングルを彼らで2010年に発表した。

## サイド・プロジェクトとコラボレーション
『インターナショナル・ヴェルヴェット』の頃、マシューズはリバプールのバンドであるスペースのトミー・スコットに「トム・ジョーンズのバラード」(The Ballad of Tom Jones) をデュエットすることを持ち掛けられた。彼らは2年間連絡を取り合い、スペースのツアーに何日か加わってデュエット・ライヴを歌った。マシューズは「すごい。すばらしいバラードだから私はナンシー・シナトラのよう」と語っている。マシューズは、トム・ジョーンズとカバー曲「ベイビー、イッツ・コールド・アウトサイド」(Baby, It's Cold Outside) をデュエットし、1999年12月にクリスマス・シングルとして発売された。彼女は「ケリス from カタトニア」としてクレジットされた。

## 音楽スタイルと影響
マシューズは、音楽については特定のアーティストの影響を受けていないが、彼女の家族がBBCラジオ2にあわせて常に歌っていたと言っていた。ウェールズの低収入層の人々はラジオ以外では音楽を聴く機会がないため、バンドをラジオ2に出演させたいという夢をもった。流行ファッションに影響されずクールになろうとはしないスタイルをウェールズの音楽スタイルにしようと考えた。カタトニアの詞は「ロード・レイジ」に代表されるよう、メタファーを多用している。『インターナショナル・ヴェルヴェット』の作品は、ガーディアン紙で詞が比較された。
バンドの全メンバーが楽曲を書くことに関わっていて、1回のリリースで2人以上の人の詞がある場合もあった。パウエルは「同じ歌で2人の視点があることはとてもおもしろいです。他のバンドがどのくらいそうしているのかわかりません。ほとんどのバンドは、ギタリストが作曲し、シンガーが作詞します。僕らはそうではなくてメンバー均一に歌を制作する傾向があります。」と語っている。パウエルは、バンドがインディー・バンドと評されることを嫌った。「僕らはインディー・バンドの1つだと見なされます。でも、僕らはちょうど今ポップスを制作しようとしていました。それはたとえ小さな人生観によるひねくれたハード・エッジだとしても、ポップ・ミュージックです。僕らはインディー・バンドより少し大きいものに自分自身見えています。」
カタトニアの音楽スタイルはわずかな時間で次々と変わっていった。デイリー・メール紙では、『ウェイ・ビヨンド・ブルー』のことを「ギターが支配」「優秀だが典型的オルタナティブ・ロック」と評していた。しかし『インターナショナル・ヴェルヴェット』を「イギリスでもっとも斬新なポップ・バンドの1つ」としている。ピープル紙は『インターナショナル・ヴェルヴェット』のことを「とてもピュアなポップ」と評している。『ペイパー・シザーズ・ストーン』の頃には、スコッツマン紙によるとバンドはカントリー・ミュージックの影響を受けているとし、音楽をスコットランドのバンドのモグワイやアラブ・ストラップと比較した。デイリー・メールはアルバムをロキシー・ミュージックと比較している。

## バンドメンバー
『ペイパー・シザーズ・ストーン』
- ケリス・マシューズ (Cerys Matthews) - ボーカル
- マーク・ロバーツ (Mark Roberts) - ボーカル/ギター
- オーエン・パウエル (Owen Powell) - ギター
- ポール・ジョーンズ (Paul Jones) - ベース
- アレッド・リチャーズ - ドラムス

旧メンバー:
- ダフィッド・エヴァン (Dafydd Ieuan) - ドラムス
- クランシー・ペッグ (Clancy Pegg) - キーボード[89]
- スティーヴン・ジェンキンス - ドラムス
- ギト・プライス - ギター[7]

## ディスコグラフィ

### スタジオ・アルバム
| 年                                     | アルバムの情報 | 各国のチャート順位 | 各国のチャート順位 | 各国のチャート順位 | 各国のチャート順位 | 各国のチャート順位 | 認定 （売上）     |
| 年                                     | アルバムの情報 | UK                 | AUS                | GER                | IRL                | NZL                | 認定 （売上）     |
| -------------------------------------- | --- | ------------------ | ------------------ | ------------------ | ------------------ | ------------------ | ----------------- |
| 1996                                   | ウェイ・ビヨンド・ブルー - 原題: Way Beyond Blue - 発売日: 1996年9月30日 - レーベル: Blanco y Negro                       | 32                 | —                  | —                  | —                  | —                  | - UK: ゴールド    |
| 1998                                   | インターナショナル・ヴェルヴェット - 原題: International Velvet - 発売日: 1998年2月 - レーベル: Blanco y Negro/WEA        | 1                  | 27                 | —                  | 39                 | 32                 | - UK: 3× プラチナ |
| 1999                                   | カースト・アンド・ブレスト - 原題: Equally Cursed and Blessed - 発売日: 1999年3月28日 - レーベル: Blanco y Negro/Atlantic | 1                  | 48                 | —                  | —                  | 28                 | - UK: プラチナ    |
| 2001                                   | ペイパー・シザーズ・ストーン - 原題: Paper Scissors Stone - 発売日: 2001年8月6日 - レーベル: Blanco y Negro               | 6                  | —                  | 55                 | 37                 | —                  | - UK: シルバー    |
| "—" はチャートインしなかったことを示す | |                    |                    |                    |                    |                    |                   |

### コンピレーション・アルバム
| 年                                     | アルバムの情報                                                                              | 各国のチャート順位 | 各国のチャート順位 | 各国のチャート順位 | 各国のチャート順位 | 各国のチャート順位 | 認定 （売上） |
| 年                                     | アルバムの情報                                                                              | UK                 | AUS                | GER                | IRL                | NZL                | 認定 （売上） |
| -------------------------------------- | ------------------------------------------------------------------------------------------- | ------------------ | ------------------ | ------------------ | ------------------ | ------------------ | ------------- |
| 1995                                   | The Sublime Magic of Catatonia - 発売日: 1995年 - レーベル: Nursery                         | —                  | —                  | —                  | —                  | —                  |               |
| 1998                                   | The Crai-EPs 1993/1994 - 発売日: 1999年10月19日 - レーベル: Crai/M.I.L. Multimedia          | —                  | —                  | —                  | —                  | —                  |               |
| 2002                                   | グレイテスト・ヒッツ - 原題: Greatest Hits - 発売日: 2002円10月15日 - レーベル: WEA         | 24                 | —                  | —                  | 43                 | —                  |               |
| 2006                                   | Platinum Collection - 発売日: 2006年3月21日 - レーベル: WEA                                 | —                  | —                  | —                  | —                  | —                  |               |
| 2011                                   | Road Rage: The Very Best of Catatonia - 発売日: 2011年6月20日 - レーベル: Demon Music Group | —                  | —                  | —                  | —                  | —                  |               |
| "—" はチャートインしなかったことを示す |                                                                                             |                    |                    |                    |                    |                    |               |

### シングル / EP
| 年                                     | 年   | 楽曲                                                              | 各国のチャート順位 | 各国のチャート順位 | 各国のチャート順位 | 各国のチャート順位 | 収録アルバム                       |
| 年                                     | 年   | 楽曲                                                              | UK                 | AUS                | IRL                | NZL                | 収録アルバム                       |
| -------------------------------------- | ---- | ----------------------------------------------------------------- | ------------------ | ------------------ | ------------------ | ------------------ | ---------------------------------- |
| 1993                                   | 5月  | フォー・ティンカーベル For Tinkerbell                             | —                  | —                  | —                  | —                  | アルバム未収録EP                   |
| 1994                                   | 6月  | Hooked                                                            | —                  | —                  | —                  | —                  | アルバム未収録EP                   |
| 1994                                   | 9月  | ホエール "Whale"                                                  | —                  | —                  | —                  | —                  | アルバム未収録シングル             |
| 1995                                   | 1月  | ブリード "Bleed"                                                  | 104                | —                  | —                  | —                  | アルバム未収録シングル             |
| 1996                                   | 2月  | スウィート・カタトニア "Sweet Catatonia"                          | 61                 | —                  | —                  | —                  | ウェイ・ビヨンド・ブルー           |
| 1996                                   | 5月  | ロスト・キャット "Lost Cat"                                       | 41                 | —                  | —                  | —                  | ウェイ・ビヨンド・ブルー           |
| 1996                                   | 9月  | ア・ロット・トゥ・アンサー "You've Got a Lot to Answer For"       | 35                 | —                  | —                  | —                  | ウェイ・ビヨンド・ブルー           |
| 1996                                   | 11月 | ブリード （再発売） "Bleed" (re-issue)                            | 46                 | —                  | —                  | —                  | ウェイ・ビヨンド・ブルー           |
| 1997                                   | 10月 | アイ・アム・ザ・モブ "I Am the Mob"                               | 40                 | —                  | —                  | —                  | インターナショナル・ヴェルヴェット |
| 1998                                   | 1月  | モルダー＆スカリー "Mulder and Scully"                            | 3                  | —                  | 17                 | —                  | インターナショナル・ヴェルヴェット |
| 1998                                   | 5月  | ロード・レイジ" "Road Rage"                                       | 5                  | 40                 | 29                 | —                  | インターナショナル・ヴェルヴェット |
| 1998                                   | 8月  | ストレンジ・グルー "Strange Glue"                                 | 11                 | —                  | —                  | —                  | インターナショナル・ヴェルヴェット |
| 1998                                   | 11月 | ゲーム・オン "Game On"                                            | 33                 | —                  | —                  | —                  | インターナショナル・ヴェルヴェット |
| 1999                                   | 4月  | デッド・フロム・ザ・ウェイスト・ダウン "Dead from the Waist Down" | 7                  | —                  | —                  | 44                 | カースト・アンド・ブレスト         |
| 1999                                   | 7月  | ロンディニウム "Londinium"                                        | 20                 | —                  | —                  | —                  | カースト・アンド・ブレスト         |
| 1999                                   | 11月 | カラオケ・クイーン "Karaoke Queen"                                | 36                 | —                  | —                  | —                  | カースト・アンド・ブレスト         |
| 2000                                   | 3月  | Storm the Palace EP                                               | —                  | —                  | —                  | —                  | カースト・アンド・ブレスト         |
| 2001                                   | 8月  | ストーン・バイ・ストーン "Stone by Stone"                         | 19                 | —                  | —                  | —                  | ペイパー・シザーズ・ストーン       |
| "—" はチャートインしなかったことを示す |      |                                                                   |                    |                    |                    |                    |                                    |

### プロモーショナル・リリース
- "Christmas '95" (ファンクラブ限定ビニール盤) - 1995年
- ツーリスト ("Tourist") (日本限定 EP) - 1996年
- "A's & B's of Catatonia" (プロモ EP) - 1998年